# Hydraena cameroovala
Hydraena cameroovala (лат.) — вид жуков-водобродок рода Hydraena из подсемейства Hydraeninae. Название состоит из имени места обнаружения (Камерун) и слова ovala, обозначающего признак овальной формы тела.

## Распространение
Встречаются в Камеруне (Экваториальная Африка).

## Описание
Жуки-водобродки очень мелкого размера (длина 1,18 мм), овальной формы. Дорсум в целом коричневый до тёмно-коричневого, нижнечелюстные пальпы, лабрум и наличник светлее, переднеспинка с диффузно окаймленной слабо выраженной макулой. Отличается от других представителей рода в Камеруне сочетанием овальной формы тела, небольшого размера тела (около 1 мм), умеренно глубоких постеросубмедиальных ямок, сходящихся медиально и образующих U-образный отпечаток, и строением эдеагуса. Взрослые жуки, предположительно, как и близкие виды, растительноядные, личинки плотоядные.

## Классификация
Вид был впервые описан в 2022 году американским энтомологом Philip Don Perkins (Department of Entomology, Museum of Comparative Zoology, Гарвардский университет, Кембридж, США) по типовым материалам из Камеруна.